# Dicladocerus breviramulus
Dicladocerus breviramulus är en stekelart som beskrevs av Boucek 1959. Dicladocerus breviramulus ingår i släktet Dicladocerus och familjen finglanssteklar.
Artens utbredningsområde är:
- Tjeckien.
- Slovakien.
- Moldavien.

Inga underarter finns listade i Catalogue of Life.